# Acrotomia
Acrotomia là một chi bướm đêm thuộc họ Geometridae.